# Gábor Boronkay
Gábor Boronkay est un ancien arbitre hongrois de football des années 1920 et 1930. Il fut arbitre en Hongrie dès 1908 et international de 1927 à 1935.

## Carrière
Il a officié dans une compétition majeure :
- JO 1928 (1 match)